# Опрішешть (Хунедоара)
Опрішешть, Опрішешті (рум. Oprișești) — село у повіті Хунедоара в Румунії. Входить до складу комуни Балша.
Село розташоване на відстані 302 км на північний захід від Бухареста, 24 км на північ від Деви, 88 км на південний захід від Клуж-Напоки, 142 км на схід від Тімішоари.

## Населення
За даними перепису населення 2002 року у селі проживали 46 осіб, усі — румуни. Усі жителі села рідною мовою назвали румунську.